# Рубен Раузінг
Рубен Раузинґ (швед. Ruben Rausing, 17 червня 1895 — 8 жовтня 1983) — шведський підприємець, засновник фірми «Tetra Pak», компанії, що виробляє упаковку, пакувальні автомати та обладнання для переробки рідких харчових продуктів, а також обладнання для групового пакування.

## Раннє життя
Рубен Андерссон народився 17 червня 1895 року в маленькому рибальському селі в районі Раус, недалеко від міста Хельсінгборг у сім'ї Августа та Матільди Андерссон. Його батько був художником і володів невеликим, але успішним бізнесом. Рубен навчався в гімназії Хельсінгборга, яку закінчив у 1915. Під час служби в армії Рубен отримав від однополчан прізвисько «раусінгер», що буквально означало «хлопець із Рауса». Зрештою Рубен Андерссон змінив своє прізвище на Раусінг.

## Кар'єра
За допомогою кредиту, наданого його тіток, Раузинґ вступає до нещодавно відкритої Стокгольмської школи економіки і закінчує її в 1918. В 1919 Рубен отримує стипендію від СШЕ для продовження навчання в Колумбійському університеті в Нью-Йорку. В 1920 він стає магістром економіки. Під час навчання у США  Раузинґа вразили продуктові магазини самообслуговування, невідомі на той час у Європі. Рубен зрозумів, що майбутнє в харчовій промисловості стоїть за упаковкою продуктів. У Європі на той час було прийнято продаж через прилавку товарів, загорнутих у папір або розлитих у громіздкі скляні пляшки.
Повернувшись до Швеції, Раузинґ працював помічником менеджера, а потім і менеджером у фірмі Sveriges Litografiska Tryckerier (згодом відома як Esselte). Приблизно в цей час він заводить знайомство з Еріком Окерлундом, разом з яким відкриває в 1929 фірму з виробництва харчової упаковки «Åkerlund & Rausing». «Åkerlund & Rausing» стала першою фірмою в Скандинавії з виробництва пакувальної продукції. Однак, спочатку компанія не була особливо прибутковою, і в 1933 Окерлунд продав свою частку Раусінг, який став одноосібним власником бізнесу.
"Åkerlund & Rausing" виробляла різні види паперової упаковки для сухих продуктів харчування, але Раусінг також мав намір знайти спосіб фасування рідин, наприклад, молока і вершків, і витрачав значні кошти на розробку такої упаковки. Необхідно було забезпечити оптимальну безпеку продукту та його гігієнічність, а також ефективність дистрибуції, використовуючи мінімальну кількість матеріалу. Нова упаковка мала стати досить дешевою, щоб конкурувати з розливним молоком; це означало - мінімум відходів при виробництві та максимальна його ефективність. У 1943 році лабораторія «Åkerlund & Rausing» розпочала розробку картонної упаковки для молока, і в 1944 році Еріку Валленбергу, який виконував на той момент обов'язки голови дослідницької лабораторії, спала на думку ідея сконструювати упаковку у формі тетраедра з паперового циліндра. Подолавши початкові сумніви, Раусінг усвідомив потенціал такої інновації і 27 березня 1944 дана упаковка була запатентована.

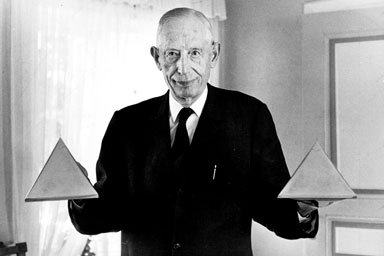
Рубен Раузинґ із молочними упаковками у вигляді тетраедра

Компанія «AB Tetra Pak» була заснована в Лунді в 1951. У травні того ж року пресі представили нову пакувальну систему, а в 1952 на місцевий молочний завод «Лундаортенс» поставили перший пакувальний автомат, призначений для фасування вершків в пакети тетраедричної форми ємністю 100 мл. У наступні роки упаковки-тетраедри все частіше можна було бачити на прилавках шведських гастрономів, і в 1954 молочний завод у Стокгольмі закупив першу лінію фасування молока в пакети по 500 мл. У тому ж році перша машина вирушила до Гамбурга (Німеччина), потім пішли Франція (1954), Італія (1956), Швейцарія (1957), а згодом - Радянський Союз (1959) і Японія (1962).
Різні проекти — тетраедр, асептична технологія упаковки, Tetra Brik — все це вимагало величезних капіталовкладень, тому фінансові труднощі компанії продовжилися і в 1960-ті роки. Комерційний прорив Tetra Pak стався лише в середині 1960-х років і був пов'язаний з виходом на ринок нової упаковки Tetra Brik в 1963, а також з розвитком асептичної технології. Додаткові кошти вдалося отримати від продажу «Akerlund & Rausing» у 1965 році; компанія «AB Tetra Pak» залишилася у тих самих руках. На початку 1960-х років почалася міжнародна експансія: в 1960 році в Мексиці був побудований перший поза Швецією завод з виробництва пакувального матеріалу, а в 1962 році аналогічне підприємство з'явилося в США. У 1962 році асептична машина Tetra Classic Aseptic вперше була встановлена за межами Європи, в Лівані . Наприкінці 1960-х і в 1970-і роки відбулася глобальна експансія компанії, багато в чому завдяки новій асептичній упаковці Tetra Brik Aseptic, продаж якої почався в 1969. Вона дозволила вийти на нові ринки в країнах, що розвиваються, і стала потужним стимулом для зростання продажів. Після 30 років безперервних зусиль та інвестицій «Tetra Pak» зрештою стала провідною пакувальною компанією у світі у сфері харчових продуктів.